# Dexia torneutopoda
Dexia torneutopoda är en tvåvingeart som först beskrevs av Speiser 1914.  Dexia torneutopoda ingår i släktet Dexia och familjen parasitflugor. Inga underarter finns listade i Catalogue of Life.